# Sobór Zmartwychwstania Pańskiego w Korczy
Sobór Zmartwychwstania Pańskiego – prawosławny sobór w Korczy, w jurysdykcji metropolii Korczy Autokefalicznego Prawosławnego Kościoła Albanii.

## Historia
Sobór Zmartwychwstania Pańskiego w Korczy został wzniesiony w 1992 na miejscu soboru św. Jerzego, zniszczonego na polecenie władz komunistycznej Albanii w 1968, podczas ogólnokrajowej kampanii antyreligijnej.
Jest to główna świątynia prawosławna w Korczy, na jej wyposażeniu pozostają liczne ikony.